# Paratryphosites abyssi
Paratryphosites abyssi är en kräftdjursart som först beskrevs av Goës 1866.  Paratryphosites abyssi ingår i släktet Paratryphosites och familjen Lysianassidae. Inga underarter finns listade i Catalogue of Life.